# Gare de Saint-Romain-de-Popey
Gare de Saint-Romain-de-Popey – przystanek kolejowy w Saint-Romain-de-Popey, w departamencie Rodan, w regionie Owernia-Rodan-Alpy, we Francji.
Jest przystankiem Société nationale des chemins de fer français (SNCF), obsługiwanym przez pociągi TER Rhône-Alpes.

## Położenie
Znajduje się na km 471,931 linii Le Coteau – Saint-Germain-au-Mont-d'Or, na wysokości 318 m n.p.m., pomiędzy stacjami Pontcharra - Saint-Forgeux i L’Arbresle.

## Linie kolejowe
- Le Coteau – Saint-Germain-au-Mont-d'Or